# ايمانويل بيرارلي

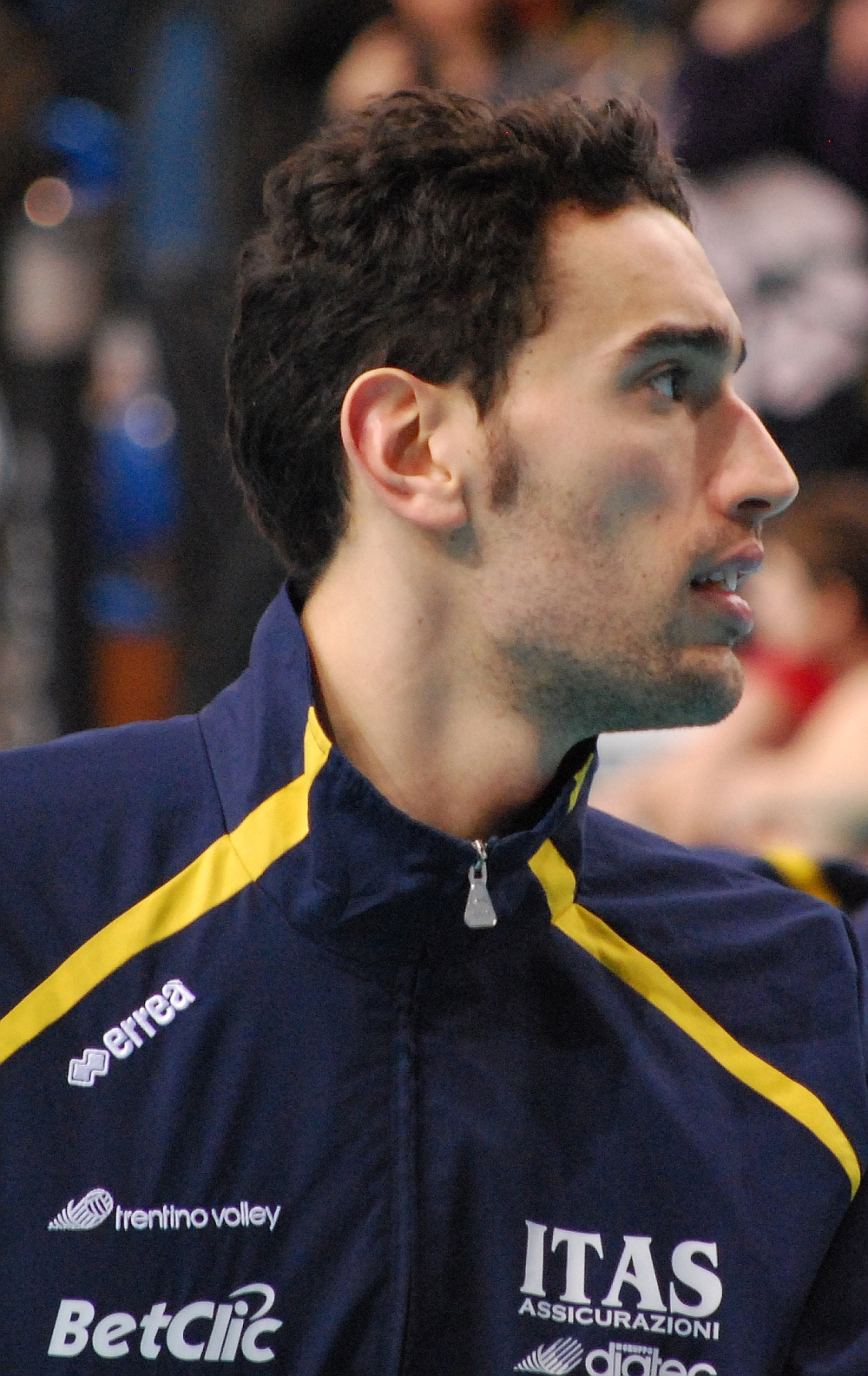
بیرارلي

ايمانويل بيرارلي (بالإيطالية: Emanuele Birarelli)‏ (ولدت 8 فبراير 1981) الإيطالي، وهو عضو في المنتخب الإيطالي عام 2008. الحاصل على الميدالية البرونزية في دورة الألعاب الاولمبية في لندن عام 2012، وأحد المشاركين في دورة الألعاب الاولمبية في بكين عام 2008، رابطة العالم (2013، 2014) والميدالية الفضية في بطولة الامم الأوروبية (2011، 2013).

## معلومات الاندية
- النادي الحالي :بيروجيا
- النادي الأول  : فالكونارا

## روابط خارجية
- ايمانويل بيرارلي على موقع الاتحاد الأوروبي (الإنجليزية)
- ايمانويل بيرارلي على موقع عالم الكرة الطائرة (الإنجليزية)
- ايمانويل بيرارلي على موقع دوري الدرجة الأولى الإيطالي للكرة الطائرة - رجال (الإيطالية)
- ايمانويل بيرارلي على موقع اللجنة الأولمبية الدولية (الإنجليزية)
- ايمانويل بيرارلي على موقع أوليمبيديا (الإنجليزية)
- ايمانويل بيرارلي على موقع اللجنة الأولمبية الإيطالية (الإيطالية)